# Віліс Кріштопанс
Ві́ліс Кріштопанс (латис. Vilis Krištopans; (13 червня 1954 , Q25726200?, Омська область ) — латвійський баскетболіст, тренер з баскетболу, політик, державний міністр з державних доходів у 1993-1994 роках, міністр зв'язку в 1995–1998 роках, прем'єр-міністр у 1998-1999 роках, депутат П'ятого, Шостого, Сьомого і Восьмого Сейму (спочатку від «Латвійського шляху», Восьмого — від Союзу зелених і селян).